# Millard F. Caldwell

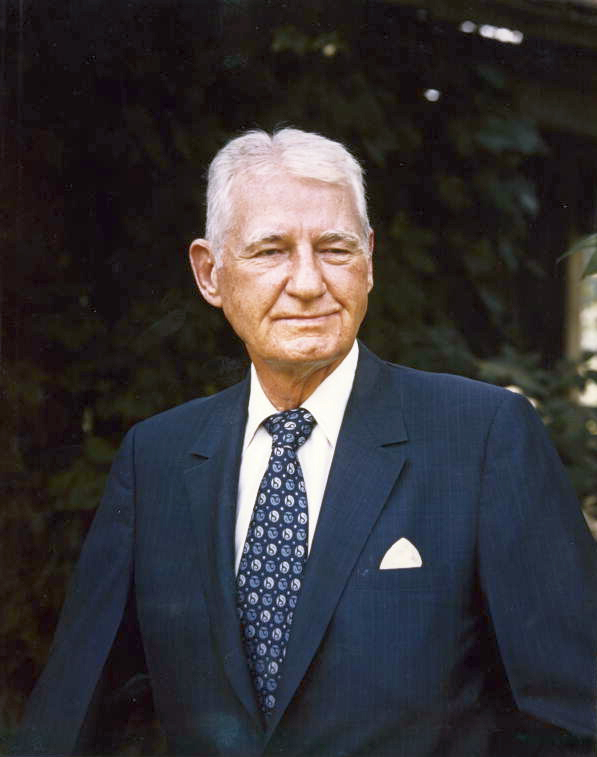
Millard F. Caldwell

Millard Fillmore Caldwell, född 6 februari 1897 i Knox County, Tennessee, död 23 oktober 1984 i Tallahassee, Florida, var en amerikansk demokratisk politiker och jurist. Han var ledamot av USA:s representanthus 1933-1941. Han var den 29:e guvernören i delstaten Florida 1945-1949.
Caldwell studerade vid Carson-Newman College, University of Mississippi och University of Virginia. Han deltog i första världskriget i USA:s armé. Han inledde 1925 sin karriär som advokat i Milton, Florida. Han var åklagare för Santa Rosa County 1926-1932.
Caldwell besegrade sittande kongressledamoten Tom A. Yon i demokraternas primärval inför kongressvalet 1932. Han vann sedan själva kongressvalet och efterträdde Yon som kongressledamot i mars 1933. Han omvaldes 1934, 1936 och 1938. Caldwell efterträdde 1945 Spessard Holland som guvernör i Florida. Han efterträddes fyra år senare av Fuller Warren.
Caldwell var domare i Floridas högsta domstol 1962-1969. De två sista åren tjänstgjorde han som chefsdomare.
Caldwell var frimurare och medlem av Shriners. Hans grav finns på Blackwood-Harwood Plantations Cemetery i Tallahassee.